# Valea Ursului (okręg Mehedinți)
Valea Ursului – wieś w Rumunii, w okręgu Mehedinți, w gminie Ponoarele. W 2011 roku liczyła 69 mieszkańców.